# Ribeira de Santa Ana
Santa Ana é um ribeira international que nasce em Espanha e entra em Portugal pelo distrito de Avelanso até desaguar no Rio Angueira.